# QuickBird
QuickBird è il satellite artificiale commerciale per telerilevamento ad alta risoluzione spaziale, di proprietà della DigitalGlobe, lanciato nel 2001, come primo satellite di una costellazione di 3. Attualmente questo satellite permette di avere la quarta risoluzione spaziale (a livello commerciale) del pianeta. Questo satellite registra immagini in pancromatico con una risoluzione di 60-70 centimetri, e in multispettrale immagini con risoluzione spaziale di circa 2,4-2,8 metri.
Il satellite fu lanciato il 18 ottobre 2001, su un vettore Delta II dal cosmodromo Vandenberg Air Force Base in California, ad un'altezza di 450 chilometri.